# Trận Riyadh (1902)
Trận Riyadh là một trận đánh nhỏ trong Chiến tranh Thống nhất giữa lực lượng Rashidi và Saud. Nó xảy ra vào ngày 13 tháng 1 năm 1902, tại Lâu đài Masmak ở Riyadh, thủ đô của Ả Rập Xê Út ngày nay.
Cuối năm 1901, sự thất bại của Nhà nước Saudi thứ hai đã buộc những thành viên trong nhà Saud phải chạy tới Kuwait, sau khi gia tộc Al-Rashid đánh chiếm thành Riyadh. Abdul-Aziz ibn Saud, người đứng đầu gia tộc Saud đã đề nghị tiểu vương của Kuwait chi viện cho ông quân đội và vũ khí. Vị tiểu vương Kuwait, vốn đang có chiến tranh với gia tộc Al-Rashid, đã đồng ý cung cấp cho Ibn Saud ngựa và các tay kiếm.
Tháng 1 năm 1902, Ibn Saud và người của mình quay lại Riyadh và tấn công thành công vào pháo đài. Ibn Ajlan (chỉ huy quân lực ở Riyadh) sau khi buổi cầu nguyện buổi sáng đã bị giết chết, và Abdul Aziz đã giơ thủ cấp của Ibn Ajlan lên cho toàn thể người dân của Riyadh trông thấy..